# Schwenninger Hütte
Die Schwenninger Hütte ist eine Schutzhütte der Sektion Baar des Deutschen Alpenvereins (DAV). Sie liegt im Schwarzwald in Deutschland. Es handelt sich um eine Selbstversorgerhütte ohne Bewirtschaftung.

## Geschichte
Die Sektion Baar wurde am 27. Juli 1908 in Schwenningen am Neckar als Sektion Baar des Deutschen und Österreichischen Alpenvereins (DuOeAV) gegründet. Mit großen Schwierigkeiten bei der Standortwahl und der Finanzierung der Hütte konnte man am 15. April 1961 den ersten Spatenstich vollziehen. Etwa ein Jahr später, am 27. April 1962, war dann der Wunsch nach einer eigenen Sektionshütte erfüllt. Im Beisein zahlreicher Prominenz, zusammen mit Freunden der Nachbarsektionen und Vertretern der anderen Vereine wurde die Hütte eingeweiht und ihrer Bestimmung übergeben.

## Lage
Die Schwenninger Hütte befindet sich bei Triberg im Baar-Kreis.

## Zustieg
- Die Zufahrt bis Triberg (18 Parkplätze) ist möglich und im Anschluss geht es dann gemütlich in einer Stunde zur Hütte.

## Tourenmöglichkeiten
- Triberg und Furtwangen, 14 km, 4 Std.
- Hirzwald-Heidenstein-Runde, 8,9 km, 2,5 Std.
- A - Prisental bei Schönwald nahe der Triberger Wasserfälle, 11 km, 3 Std.[3]

## Klettermöglichkeiten
- Klettern im Schwarzwald[4]

## Skifahren
- Skigebiete im Schwarzwald-Baar-Kreis[5]

## Karten
- Wanderkarte Schwarzwald-Baar: Villingen-Schwenningen (Wanderkarten 1:35.000) Landkarte – Gefaltete Karte ISBN 978-3863984175
- Kletterführer Schwarzwald Süd: inkl. App ISBN 978-3956111273